# Mesz János
Mesz János, közismert nevén Falábú Jancsi vagy Tuskólábú (Pécs, 1931. október 31. – Budapest, 1956. november 17.) magyar forradalmár, a Corvin köz térségében zajlott harcok legendás tüzérparancsnoka, egyben ágyúkezelője volt az 1956-os forradalom idején.

## Élete
Tizenkét gyermekes család sarjaként született, szülei Mesz János és Hlatki Margit voltak. Édesapja kőművesként dolgozott, 1942 és 1944 között ismeretlen okból internálták. Édesanyja alkalmi munkák vállalásával segítette a családot. Mesz János feltehetőleg menhelyen nevelkedett, akárcsak testvére, Ottó. Először virágkertésznél dolgozott, később Ottóval Pécsett bányászként helyezkedtek el, végül János Budapestre került a RÖKK Gépgyárba. Miután barátnője Szentendrénél belefulladt a Dunába, Mesz italozni kezdett. A pécsi bányába nem vették vissza. Bátyjával ezt követően a csillaghegyi téglagyárban dolgoztak. Megnősült. Nyolc hónapra ítélték egy, a HÉV-en történt rendbontásért. Lábát egy balesetben vesztette el: a szentendrei HÉV egyik szerelvénye vágta le. Pontosan nem ismert, hogy történt a dolog, de az eseményért őt tették felelőssé és rendbontás vádjával nyolc hónap börtönbüntetésre ítélték. Mesz Jánost a negyvenes években összesen tizenhatszor ítélték el; a terhére rótt bűncselekmények között szerepelt a lopás, a hatóság elleni erőszak, a csavargás, a botrányos részegség, a rablás és a közveszélyes munkakerülés is.[forrás?]

## 1956-ban
A forradalom kitörése idején Budapesten, a VIII. kerületben lakott (bár halotti anyakönyvi bejegyzése szerint lakcíme Nagykovácsi állami gazdasága volt). Már október 23-án csatlakozott a tüntetésekhez, testvére úgy emlékszik, hogy a Bástya mozi előtt (a Blaha Lujza tér közelében) látta ittasan hadonászni. A következő időszakban a Corvin közhöz tartozó felkelők egyik alvezére lett, 27 tagú bandájával a Práter utcai iskolában tanyázott. Parancsnoksága alá a többi között négy ágyú tartozott. A pesti forradalmárok talán legjellegzetesebb alakjává vált, rámenős és kemény lázadóvá, akire társai úgy emlékeztek: "embernek nem túl bizalomgerjesztő, de kiváló és rettenthetetlen katona volt".
Falábú és csapata október 28-ától kezdve Maléter Pál parancsnoksága alá volt rendelve. Október 30-án személyesen is részt vett a Köztársaság téri pártház ostromában; egy tanúvallomás szerint ő lőtte agyon az épületből fehér zászlóval kilépő Mező Imrét és a vele lévő két honvédtisztet.[forrás?]
Október 31. után, amikor a „corvinistákat” Maléter nemzetőrökké szervezte át, Falábú János alezredesi rangban szerepelt.
Egyes források szerint november 4-én esett el a Corvin közi harcokban, amikor két társával megkísérelték kilőni a Práter utcát tűz alatt tartó szovjet páncélost. Ennek némileg ellentmond, hogy halotti anyakönyvi bejegyzése szerint november 17-én hunyt el, a Fiumei út 17. alatt (a későbbi Baleseti Sebészet, jelenlegi nevén Budapesti Dr. Manninger Jenő Baleseti Központban).

### Emlékezések a Falábúra
Rusz Károly Corvin közi harcos elbeszélése szerint a Falábú ágyújával több tankot is kilőtt. "Falábú lezser ember volt. Nem a kezével, hanem a falábával rántotta meg a madzagot, ami működésbe hozta a löveget. Nagy pusztítást végzett." – emlékszik vissza Rusz. Gyakran dolgozott együtt a Beszkártos becenevű forradalmárral. A Falábú testi fogyatékossága ellenére egy-egy lövés után 7-10 másodperc alatt újratöltötték az ágyút.
Pongrátz Gergely főparancsnok, vagy becenevén Bajusz, így emlékszik Falábúra és fegyvernemére: "Volt 4 darab 122 mm-es lövegünk, három légvédelmi ágyúnk, amit sohasem használtunk, és 11 szovjet tank, T-34-es, T54-es. A lőszert is mind az oroszoktól szereztük. Volt 6 darab 76-os lövegünk repeszgránáttal, Falábú Jancsi, a Corvin tüzérparancsnokának irányításával igen hatékonyan tudtuk használni. Október 26-án 17 lövést adott le a mozi előtti 76-os lövegünk, ez 17 telitalálatot jelentett, melyekkel a hernyótalpakat tudtuk szétlőni, megállásra vagy körbeforgásra kényszerítve a páncélost."
Pongrátz Gergely mondta el azt is: évtizedekkel a forradalom után tudta meg a Falábú öccsétől és húgától, hogy a Falábú kétszer volt börtönben közveszélyes munkakerülésért. "De nem tehetett róla, mert, amikor elment munkát keresni, ránéztek a falábára és nem vették fel dolgozni. A HÉV vágta le a lábát. Egyébként az egyik legkeményebb harcos volt. Ezen kívül volt tíz-tizenkét olyan gyerek, akiket köztörvényesként elítéltek. Október 31-én kértem Erdős Istvánt, a helyettesemet, hogy szedje össze ezeket a gyerekeket és hozza be őket az irodába. Elmondtam nekik, hogy győzött a forradalom, most a rend fenntartása a legfontosabb dolog, ne legyen fosztogatás, lincselés és a forradalom tisztaságát meg tudjuk tartani. Ti vagytok azok, mondtam, akik a legjobban tudtok vigyázni erre. Megmondtam nekik, mindegyik vegyen magához két-három srácot és járják körbe a fővárost, vigyázzanak a rendre. Nem is volt fosztogatás 1956-ban."
A Bizsu becenevű újpesti cigányfiú elbeszélése szerint végig a Corvin közben maradt: "Ott sebesültem meg. Kaptam fejlövést, kaptam golyót a combomba, a tüdőmbe. Falábú Jancsi sem ment el. Kiváló lövész volt, páncélosként harcolt. Aztán egy akna széttépte."

### A Köztársaság téren

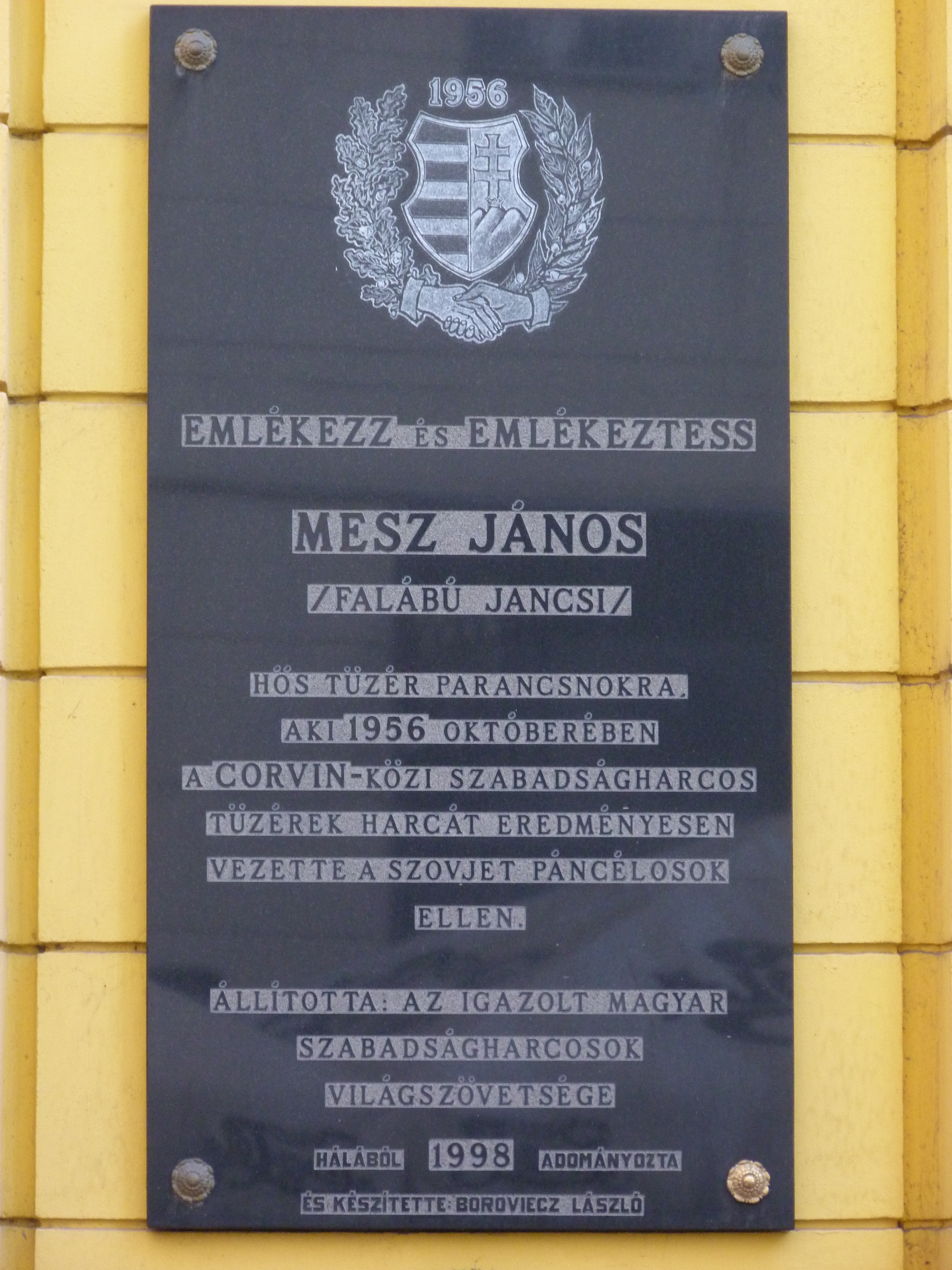
Emléklapja a Corvin közben

Pongrátz Gergely (késői) megérkezéséig ő vezette azokat a Corvin közieket és Práter utcaiakat, akik a Baross téri csoporttal szövetkezve megtámadták és elfoglalták a budapesti pártbizottság Köztársaság téri épületét.
"Induláskor mindenkit egyenként figyelmeztetett, hogy a gyávát, a szökevényt ő maga lövi le" – írta Eörsi László történész, aki szerint egyébként Meszt "Tuskólábú" néven ismerték. (Göncz Árpád "Falábú Jancsira" emlékezett.) Kezdetben mintegy százfős csoportja, amely az események előrehaladtával egyre újabb érkező rajokkal dagadt, az Erkel Színház épületének fedezékéből támadt a pártházra. Mindmáig azonosítatlan az a T-34-es harckocsi, amely szintén a színház felől lőtte az ostromlott épületet. (A pártház kisegítésére küldött harckocsik nem ismerték a helyszínt és a másik tankot látva ők is a pártházat lőtték.)
Eörsi László idézi Stadinger Katalint, aki szerint a pártházat védők háromfős csoportját, Mező Imrét, Asztalos János és Papp János ezredeseket "egy falábú, 40 éven felülinek látszó személy" lőtte le géppisztollyal, miután fehér zászlóval kijöttek az épületből megadásról tárgyalni. Eörsi szerint a forradalom leverése utáni hetekben-hónapokban, a börtönökben elterjedt az a verzió, hogy Mező Imrééket hátulról, a saját társaik lőtték le (ugyanakkor az említett forráson kívül ő sem igazolja egyébbel az állítását, Mező Imre kórházi dossziéi pedig más források szerint eltűntek).

## Érdekességek
- Szőcs Géza balladát írt Falábú Jancsiról, aki a Liberté '56 című darabjának is szereplője lett. A bemutatón Falábú Jancsi alakítója Földes László Hobó volt.[6]
- Tüzérparancsnoki rangját a fegyverszünet idején "hivatalosan" is megerősítették a Corvin köziek.
- Egyes visszaemlékezések szerint a Falábú több illetéktelennek is szerzett nemzetőr igazolványt, köztük a testvérének is, aki egy szovjet katonát bújtatott a lakásán.
- Alakja felbukkan (említés szintjén) Kondor Vilmos magyar író Budapest novemberben című bűnügyi regényében.